# ملعب كمال ستافا
ملعب كمال ستافا هو الملعب الأكبر في جمهورية ألبانيا وسمي الملعب على اسم مؤسس حزب العمال الألباني. يستخدم الملعب لكرة القدم حيث أنه الملعب الرسمي الذي يخوض عليه منتخب ألبانيا مبارياته البيتية. ويتسع الملعب حاليا إلى 19,600 متفرج.